# گویش‌های طالقان
گویش‌های طالقان گویش‌هایی از زبان‌های ایرانی شمال غربی و زیرمجموعه زبان‌های کاسپین می‌باشد. گویش‌های طالقان به دو گویش  تاتی طالقانی و طالقانی تقسیم می‌شود. به عقیدۀ صاحب نظران گویش مردم طالقان به دو دسته  تاتی مازندرانی و طالقانی تقسیم می‌شود. روستاهایی که بین جوستان و کوه‌های کندوان قرار گرفته‌اند به لهجه گیلکی سخن می‌گویند. از جوستان به سمت باختر به مازندرانی با لهجه طالقانی سخن می‌گویند.
به گفتۀ اعظام الوزاره زبان اهل طالقان مرکب است از لهجه و لسان قزوینی و طبرستانی چون با این دو ولایت همسایگی و مجاورت دارند و از هر دو سمت وضع تکلم و تلفظ خود را اقتباس نموده‌ است. گویش ناتی طالقانی گویشی از زبان تاتی و زیر مجموعه گویش تاتی کلارستاقی می‌باشد که به گویش مردم شهرستان چالوس شباهت دارد و برخی ویژگی‌های نحوی آن به گویش‌های مازندرانی گونه همچون قصرانی شباهت دارد. آبادی‌های بالا طالقان همچون گته ده، اسکان، دهدر، درا پی، گرآب، ناریان، مهران، خیکان و پراچان به گویش طبری طالقانی گویش می‌کنند. .

## گویش‌های طالقان
گویش‌های طالقان به دو دسته طالقانی و طبری طالقانی تقسیم می‌شود.
1. گویش طالقانی: این گویش از جوستان به غرب و در تمام آبادی‌ها پایین طالقان میان طالقان و کنارود گویش می‌شود.
2. طبری طالقانی: این گویش از کندوان تا جوستان گویش می‌شود و اکثر آبادی بالا طالقان به جز جوستان را درمی‌گیرد.

## دستور زبان گویش طالقانی

### ضمایر
در گویش طالقانی ضمیر سه حالت دارد: فاعلی، مفعولی و ملکی.
| ضمیر                 | ۱ مفرد    | ۲ مفرد | ۳ مفرد | ۱ جمع | ۲ جمع  | ۳ جمع |
| -------------------- | --------- | ------ | ------ | ----- | ------ | ----- |
| فاعلی، تاتی طالقانی  | men       | to     | u      | mâ    | šemâ   | ošan  |
| مفعولی، تاتی طالقانی | mene/mere | tere   | ure    | mâre  | šemâre | ošane |
| ملکی، تاتی طالقانی   | meni/mi   | ti     | uyi    | mâyi  | šemayi | ošani |

### صرف فعل
در جدول زیر فعل آمدن (biâmiyan) بر اساس گویش طالقانی در زمان‌های مختلف صرف می‌شود.
| زمان/شخص           | ۱ مفرد           | ۲ مفرد        | ۳ مفرد         | ۱ جمع              | ۲ جمع              | ۳ جمع            |
| ------------------ | ---------------- | ------------- | -------------- | ------------------ | ------------------ | ---------------- |
| حال التزامی        | biyem            | biyey         | biya           | biyeym             | biyeyn             | biyan            |
| حال ساده           | miyem            | miyey         | miya           | miyeym             | miyeyn             | miyan            |
| حال در حال انجام   | darem-miyem      | dari-miyey    | dare-miya      | darim-miyeym       | darin-miyeyn       | daren-miyan      |
| گذشته ساده         | biyâmiama        | biyâmiey      | biyâmia        | biyâmieym          | biyâmieyn          | biyâmiana        |
| گذشته استمراری     | miyâmiam         | miyâmiey      | miyâmia        | miyâmieym          | miyâmieyn          | miyâmian         |
| گذشته در حال انجام | dabiyam-miyâmiam | dabi-miyâmiey | dabiya-miyâmia | dabiyeym-miyâmieym | dabiyeyn-miyâmieyn | dabiyan-miyâmian |
| گذشته کامل         | biyâme biyam     | biyâme bi     | biyâme ba      | biyâme biyeym      | biyâme biyeyn      | biyâme biyan     |

## دستور زبان طبری طالقانی

### ضمایر
در گویش طبری طالقانی ضمیر سه حالت دارد: فاعلی، مفعولی و ملکی.
| ضمیر                 | ۱ مفرد | ۲ مفرد | ۳ مفرد | ۱ جمع | ۲ جمع  | ۳ جمع      |
| -------------------- | ------ | ------ | ------ | ----- | ------ | ---------- |
| فاعلی، طبری طالقانی  | men    | te     | ve     | emâ   | šemâ   | vešun/ešon |
| مفعولی، طبری طالقانی | mere   | tere   | vere   | amâre | šemare | vešunre    |
| ملکی، طبری طالقانی   | mi     | ti     | vi     | amei  | šemei  | vešuni     |

### شناسه
در زبان فارسی دو دسته شناسه داریم: گذشته و حال. اما در گویش طبری طالقانی سه دسته شناسه داریم: گذشته، حال ساده و حال التزامی. (نمونه زیر بر اساس گویش گته‌ده تنظیم شده‌است)
۱. گذشته:
- بن ماضی ساده: -bimâ = آمد
- بن ماضی استمراری: -â-mbi = می‌آمد

| گذشته | ۱ مفرد | ۲ مفرد | ۳ مفرد | ۱ جمع | ۲ جمع | ۳ جمع |
| ----- | ------ | ------ | ------ | ----- | ----- | ----- |
| شناسه | me     | i      | e/∅    | emi   | eni   | ene   |

۲. حال ساده:
- بن مضارع اخباری: -â = می‌آید

| حال ساده | ۱ مفرد | ۲ مفرد | ۳ مفرد | ۱ جمع | ۲ جمع | ۳ جمع |
| -------- | ------ | ------ | ------ | ----- | ----- | ----- |
| شناسه    | me     | ni     | ne     | emi   | deni  | dene  |

۳. حال التزامی:
- بن مضارع التزامی: -biâ = بیا

| حال التزامی | ۱ مفرد | ۲ مفرد | ۳ مفرد | ۱ جمع | ۲ جمع | ۳ جمع |
| ----------- | ------ | ------ | ------ | ----- | ----- | ----- |
| شناسه       | am/m   | i      | e/∅    | im    | in    | an/n  |

### صرف فعل
در جدول زیر فعل آمدن (bimân) بر اساس گویش طبری طالقانی در زمان‌های مختلف صرف می‌شود.(نمونه زیر براساس روستا گته‌ده می‌باشد)
| زمان/شخص           | ۱ مفرد       | ۲ مفرد      | ۳ مفرد     | ۱ جمع        | ۲ جمع         | ۳ جمع        |
| ------------------ | ------------ | ----------- | ---------- | ------------ | ------------- | ------------ |
| گذشته ساده         | bimâme       | bimâi       | bimâ       | bimâmi       | bimâni        | bimâne       |
| گذشته کامل         | bimâ-bieme   | bimâ-bi     | bimâ-bie   | bimâ-biemi   | bimâ-bieni    | bimâ-biene   |
| گذشته التزامی      | bimâ-bâm     | bimâ-bâi    | bimâ-bâ    | bimâ-bâim    | bimâ-bâin     | bimâ-bân     |
| گذشته التزامی کامل | bimâ-bi-bâm  | bimâ-bi-bâi | bimâ-bi-bâ | bimâ-bi-bâim | bimâ-bi-bâin  | bimâ-bi-bân  |
| گذشته استمرای      | â-mbi-eme    | â-mbi       | â-mbi-e    | â-mbi-emi    | â-mbi-eni     | â-mbi-ene    |
| گذشته در حال انجام | dare-âmbieme | dare-âmbi   | dare-âmbie | dare-âmbiemi | dare-âmbieni  | dare-âmbiene |
| حال ساده/آینده     | âme          | âni         | âne        | âmi          | ândeni        | ândene       |
| حال در حال انجام   | dare-âme     | dare-âni    | dare-âne   | dare-âmi     | dare-ândeni   | dare-ândene  |
| حال التزامی        | biâm         | biâi        | biâ        | biâim        | biâin         | biân         |
| آینده نوع اول      | xâme biâm    | xâni biâi   | xâne biâ   | xâmi biâim   | xândeni biâin | xândene biân |
| آینده نوع دوم      | vâne biâm    | vâne biâi   | vâne biâ   | vâne biâim   | vâne biâin    | vâne biân    |